# Humbert Balsan
Humbert Balsan (21. srpna 1954 – 10. února 2005) byl francouzský filmový producent a herec. Pocházel z obce Arcachon a studoval nejprve v Amiens a později v Paříži. Ve filmu začal pracovat v sedmdesátých letech. V roce 1974 dostal roli ve filmu Lancelot od jezera. Později hrál v několika dalších filmech a koncem dekády se začal věnovat také filmové produkci. V dalších letech nadále ve filmech hrál, ale primárně se zabýval právě produkcí. Produkoval například snímky Sbohem, Bonaparte (1985), Vzpomínky na Paříž (1996) a Boží zásah (2002). Mezi filmy, ve kterých hrál, patří mimo jiné Samý oheň, samý žár (1982), Frekvence smrti (1988) a Rozvod po francouzsku (2003). Jedním z posledních filmů, které produkoval, byl Process (2004) režiséra C. S. Leigha. Roku 2005 Balsan spáchal sebevraždu. Leigh mu následně věnoval svůj další film See You at Regis Debray (2005). Jeho životem byl zčásti inspirován snímek Otec mých dětí (2009).